# Глосковский, Мацей
Мацей Глосковский (пол. Maciej Głoskowski; ок. 1590 — 1658) — польский математик, поэт и переводчик, живший в первой половине XVII века.
Мацей Глосковский родился около 1590 года в польском городке Совина (пол. Sowina). Получил образование благодаря помощи Чешских братьев.
Среди прочего он перевёл стихами рассказ из Декамерона итальянского писателя Джованни Боккаччо — «Powieść о Gryzeldzie».
Из других его сочинений наиболее известны; «Slawa potomna Raphała hrabiego z Leszna, wojewody bełskiego, starosty hrubieszowskiego» (Варшава, 1836), «Zegarek, albo pamiątka gorzkiéj męki i śmierci Zbawiciela naszego Jezusa Pana na 24 godzin rozdzielona» (Люблин, 1653, Кёнигсберг, 1714) и «Geometra peregrinus».
Мацей Глосковский умер в 1658 году.